# Rally de Avilés de 2003
El Rally de Avilés de 2003, oficialmente 27.º Rally de Avilés, fue la vigésimo séptima edición y la sexta cita de la temporada 2003 del Campeonato de España de Rally. Fue también puntuable para el campeonato de Asturias y el Desafío Peugeot. Se celebró del 5 al 6 de julio y contó con un itinerario que sumaba un total de 168 km cronometrados.

## Clasificación final
| Pos. | Piloto              | Copiloto            | Automóvil                 | Tiempo    | Diferencia |
| ---- | ------------------- | ------------------- | ------------------------- | --------- | ---------- |
| 1.   | Miguel Ángel Fuster | José Vicente Medina | Citroën Saxo Kit Car      | 1:53:59.3 | 0.0        |
| 2.   | Jesús Puras         | Ezequiel Nazábal    | Renault Clio S1600        | 1:54:57.3 | +0:58.0    |
| 3.   | Joan Vinyes         | Xavi Lorza          | Peugeot 206 S1600         | 1:55:11.0 | +1:11.7    |
| 4.   | Sergio Vallejo      | Diego Vallejo       | Fiat Punto S1600          | 1:55:11.2 | +1:11.9    |
| 5.   | Manuel Cabo         | Eduardo Gónzalez    | Citroën Saxo Kit Car      | 1:55:47.6 | +1:48.3    |
| 6.   | Xevi Pons           | Jordi Mercader      | Mitsubishi Lancer Evo VII | 1:57:35.4 | +3:36.1    |
| 7.   | David Nafría        | Óscar Sánchez       | Peugeot 206 S1600         | 1:59:19.9 | +5:20.6    |
| 8.   | Félix García        | Miguel Ángel García | Mitsubishi Lancer Evo VI  | 2:00:09.9 | +6:10.6    |
| 9.   | Santi Concepción    | César Cruz          | Mitsubishi Lancer Evo VI  | 2:01:16.5 | +7:17.2    |
| 10.  | Antonio Garrido     | Alejandro Noriega   | Mitsubishi Lancer Evo VI  | 2:01:56.7 | +7:57.4    |